# Hesíquio II de Manzicerta
Hesíquio II ou Húsico II de Manzicerta (em latim: Hesychius II ou Husicus II; em armênio: Հուսիկ Բ Մանազկերտցի; Husik II Manazkerts’i) foi o católico da Igreja Apostólica Armênia de 373 a 377.

## Vida
Hesíquio pertence à segunda família eclesiástica armênia (a primeira sendo de Gregório, o Iluminador), um descendente de Albiano de Manzicerta. Às vezes é confundido com Isaque Chunaque (católico não consagrado quando Narses I, o Grande foi removido), embora seja improvável em vista de suas origens. Depois de envenenar Narses em 373, o rei Papa fez de Hesíquio o novo católico. Ao fazer isso, não buscou a aprovação tradicional do arcebispo de Cesareia da Capadócia (ou ignorou o protesto), e em retaliação ao assassinato de Narses, o arcebispo Basílio se recusou a aceitar Hesíquio e impediu que o novo católico ordenasse novos bispos. Hesíquio morreu em 377, e seu parente Zaveno de Manzicerta sucedeu-lhe.